# علی‌آباد (صحنه)
 علی‌آباد (به کُردی:عه‌لی ئاوا)، روستایی از توابع دهستان کندوله بخش دینور شهرستان صحنه در استان کرمانشاه ایران است.

## جمعیت
این روستا در دهستان کندوله قرار دارد و براساس سرشماری مرکز آمار ایران در سال ۱۳۸۵، جمعیت آن ۱۶۱ نفر (۳۹خانوار) بوده‌است.